# Instituto de Matemática da Universidade Federal de Alagoas
O Instituto de Matemática da Universidade Federal de Alagoas, conhecido pela sigla IM, é uma das Unidades Acadêmicas da universidade, especializada no ensino, na pesquisa e na extensão na área da Matemática.

## O Instituto

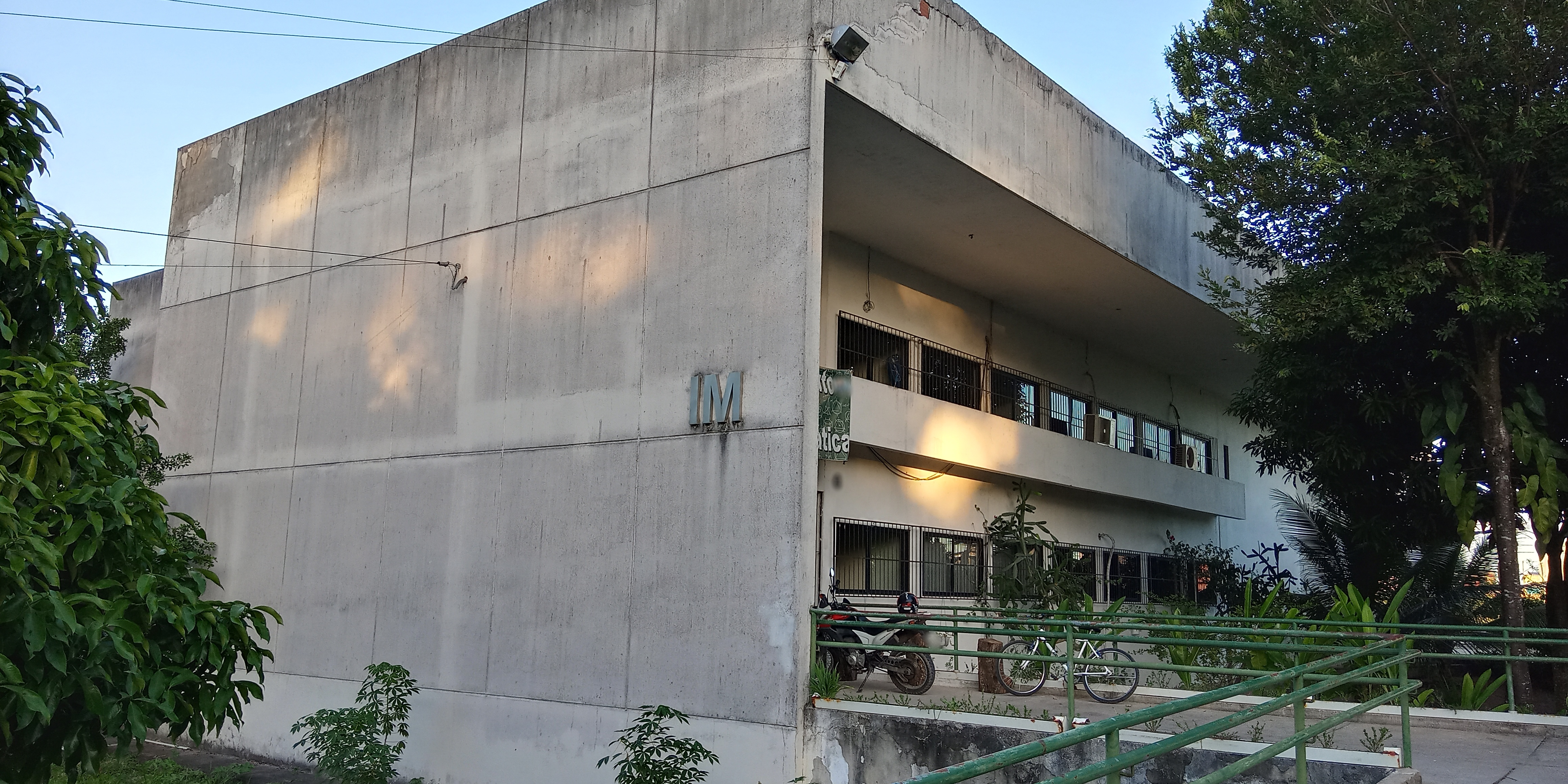
Novo prédio do Instituto, construído perto do antigo estabelecimento.

Fundado em 29 de setembro de 1974, o Instituto de Matemática é responsável pela organização de olimpíadas de matemática no estado, como a Olimpíada Brasileira de Matemática das Escolas Públicas (Obmep), a Olimpíada Alagoana de Matemática (OAM) e a Olimpíada Brasileira de Matemática (OBM).
Além disso, o instituto organiza anualmente o evento matemático MATFEST, que busca aumentar a interação entre a comunidade acadêmica e o corpo estudantil interessado na área da Matemática.
O instituto possui uma história de excelência em sua formação acadêmica, sendo responsável pela formação de cerca de 250 graduados (licenciados e bacharéis) em Matemática, além de possuir 32 doutores e 3 mestres que atualmente estão no corpo docente.